# Espacios de Hardy
En análisis complejo, los espacios de Hardy (o clases de Hardy) son ciertos espacios de funciones holomorfas en un disco unidad o semiplano superior. Fueron presentaso por Frigyes Riesz (Riesz 1923),  quien los nombró en homenaje a Godfrey Harold Hardy. En análisis real los espacios de Hardy son cierto tipo de espacios de distrbución en la recta real, los cuales son valores límite de las funciones holomorfas en los espacios de Hardy complejos.

## Espacios de Hardy (de martingalas)
Considérese un espacio de probabilidad, {\displaystyle (\Omega ,\Sigma ,\mu )}, una filtración, {\displaystyle \{\Sigma _{n}\}_{n\in \mathbb {N} }}, y una martingala (a tiempo discreto),  {\displaystyle \{f_{n}\}_{n\in \mathbb {N} }}, respecto a dicha filtración. Denótese {\displaystyle df_{n}:=f_{n}-f_{n-1}\equiv E_{n}f-E_{n-1}f} y {\displaystyle {\mathcal {M}}(f)(\omega ):=\sup _{n\in \mathbb {N} }|E_{n}f(\omega )|,\ \forall \omega \in \Omega } (el maximal de Doob), donde {\displaystyle E_{n}} denota, para cada {\displaystyle n\in \mathbb {N} }, la esperanza condicionada respecto a la {\displaystyle \sigma }-álgebra {\displaystyle \Sigma _{n}}. Se adopta el convenio {\displaystyle E_{0}f=0}.
Para cada {\displaystyle 0<p<\infty }, los espacios de Hardy {\displaystyle H_{*}^{p}}, {\displaystyle H^{p}} y {\displaystyle h^{p}} están formados por las funciones localmente integrables ({\displaystyle f\in L_{\text{loc}}^{1}}) para las cuales:
{\displaystyle {\mathcal {M}}(f)\ ,\ S(f):=\left(\sum _{n\in \mathbb {N} }|df_{n}|^{2}\right)^{1/2}\ {\text{ ó }}\ s(f):=\left(\sum _{n\in \mathbb {N} }E_{n-1}|df_{n}|^{2}\right)^{1/2}}
pertenece a {\displaystyle L^{p}}, respectivamente. La norma de una función en cada espacio se define como la norma {\displaystyle L^{p}} de la imagen de dicha función por el correspondiente operador.
Una gran diferencia entre los operadores anteriores ({\displaystyle {\mathcal {M}}}, {\displaystyle S} y {\displaystyle s}) es que los dos primeros son adaptados a la filtración (esto es, la expresión truncada al tiempo {\displaystyle n}-ésimo es {\displaystyle \Sigma _{n}}-medible), mientras que el último es, además, predecible (es decir, la expresión truncada al tiempo {\displaystyle n}-ésimo es {\displaystyle \Sigma _{n-1}}-medible).
También, se definen los espacios de Hardy de martingalas predecibles (resp. de cuadrado predecible), {\displaystyle {\mathcal {P}}_{p}} (resp. {\displaystyle {\mathcal {Q}}_{p}}), como las funciones localmente integrables para las que existe una sucesión de funciones no-negativas, {\displaystyle \{\lambda _{n}\}_{n\in \mathbb {N} }}, de manera que {\displaystyle |f_{n}|\leq |\lambda _{n-1}|} (resp. {\displaystyle |S_{n}(f)|\leq |\lambda _{n-1}|}, donde {\displaystyle S_{n}^{2}(f):=\sum _{k=1}^{n}|df_{k}|^{2}}), {\displaystyle \lambda _{n}} es {\displaystyle \Sigma _{n}}-medible para todo {\displaystyle n\in \mathbb {N} } y la norma {\displaystyle L^{p}} del supremo de estas funciones es finita. Se toma como norma el ínfimo, entre todas las posibles sucesiones, de la norma {\displaystyle L^{p}} de tal supremo.
Otros espacios de Hardy pueden definirse utilizando distintos operadores. Para los operadores predecibles, las descomposiciones atómicas siempre están disponibles (habiendo distintas nociones de átomos) y ello resulta verdaderamente útil a la hora de demostrar distintas propiedades. Además, ciertos átomos pueden definirse en términos de tiempos de parada.

### Inclusiones y desigualdades de Burkholder-Davis-Gundy
Todos los espacios anteriormente definidos son subespacios de {\displaystyle L^{1}}. También se tiene que {\displaystyle h^{p}\subseteq H^{p},H_{*}^{p}} si {\displaystyle 0<p\leq 2}; {\displaystyle H^{p},H_{*}^{p}\subseteq h^{p}} si {\displaystyle 2\leq p<\infty }; {\displaystyle {\mathcal {P}}_{p},{\mathcal {Q}}_{p}\subseteq H_{*}^{p},H^{p},h^{p}} para todo {\displaystyle 0<p<\infty }. Asimismo, puede probarse que {\displaystyle {\mathcal {P}}_{p}\sim {\mathcal {Q}}_{p}} (es decir, que estos dos espacios son equivalentes) para todo {\displaystyle 0<p<\infty }. Además, {\displaystyle H_{*}^{p}\sim H^{p}} para todo {\displaystyle 1\leq p<\infty } (desigualdades llamadas de Burkholder-Gundy para {\displaystyle p\neq 1} y de Davis para {\displaystyle p=1}).
En general, se tiene que {\displaystyle H_{*}^{p}\nsim H^{p}} si {\displaystyle 0<p<1}. No obstante, si la filtración dada es regular (lo cual es equivalente a que toda martingala sea predecible), entonces todos los espacios de Hardy definidos son equivalentes, fijado {\displaystyle 0<p<\infty }.
Como ejemplo, si {\displaystyle \Sigma _{0}=\{\emptyset ,\Omega \}} y {\displaystyle \Sigma _{i}=\Sigma _{j}:=\Sigma ,\ \forall \mathbb {N} \ni i,j\neq 0}, se tiene que {\displaystyle H^{p},H_{*}^{p}=L^{p}}; {\displaystyle h^{p}=L^{2}} y {\displaystyle {\mathcal {P}}_{p},{\mathcal {Q}}_{p}=L^{\infty }}. Aquí pueden comprobarse todas las inclusiones anteriores. Si, además, {\displaystyle \Omega } fuese finito, entonces todos los espacios del ejemplo anterior serían equivalentes.

### Resultados de dualidad
Dado {\displaystyle 1<p<\infty } y sea {\displaystyle q:=p/(p-1)} su exponente conjugado, se tiene que {\displaystyle (H^{p})^{*}\sim H^{q}} y {\displaystyle (h^{p})^{*}\sim h^{q}}. De hecho, los espacios son reflexivos.
Sin embargo, para {\displaystyle p=1}, la reflexividad puede fallar. De hecho, se tiene que {\displaystyle ({\mathcal {P}}_{1})^{*}\sim h^{1}}. y {\displaystyle (h^{1})^{*}\sim bmo^{2}} De manera similar, {\displaystyle (H^{1})^{*}\sim BMO^{2}} donde:
{\displaystyle \lVert f\rVert _{bmo^{2}}:=\lVert E_{n}|f-f_{n}|^{2}\rVert _{\infty }^{1/2}\ \ {\text{ y }}\ \ \lVert f\rVert _{BMO^{2}}:=\lVert E_{n}|f-f_{n-1}|^{2}\rVert _{\infty }^{1/2}\ .}
Los espacios {\displaystyle bmo^{2}} y {\displaystyle BMO^{2}} reciben el nombre de espacios de oscilación media acotada (bounded mean oscillation).

### Otros resultados y aplicaciones
Precisamente, los espacios BMO y bmo pueden utilizarse como "endpoint" para obtener cotas de operadores mediante interpolación (obteniendo resultados como el teorema de Marcinkiewicz.) y a la hora de identificar espacios de interpolación mediante el método-K Básicamente, para estos fines, BMO/bmo juega el mismo papel que {\displaystyle L^{\infty }} en los resultados clásicos en espacios de Lebesgue.
También, la descomposición de Davis (con la cual se demostraría originalmente la desigualdad de Davis) puede utilizarse para probar la convergencia en {\displaystyle L^{p}} de series de Vilenkin-Fourier.